# Ostensório

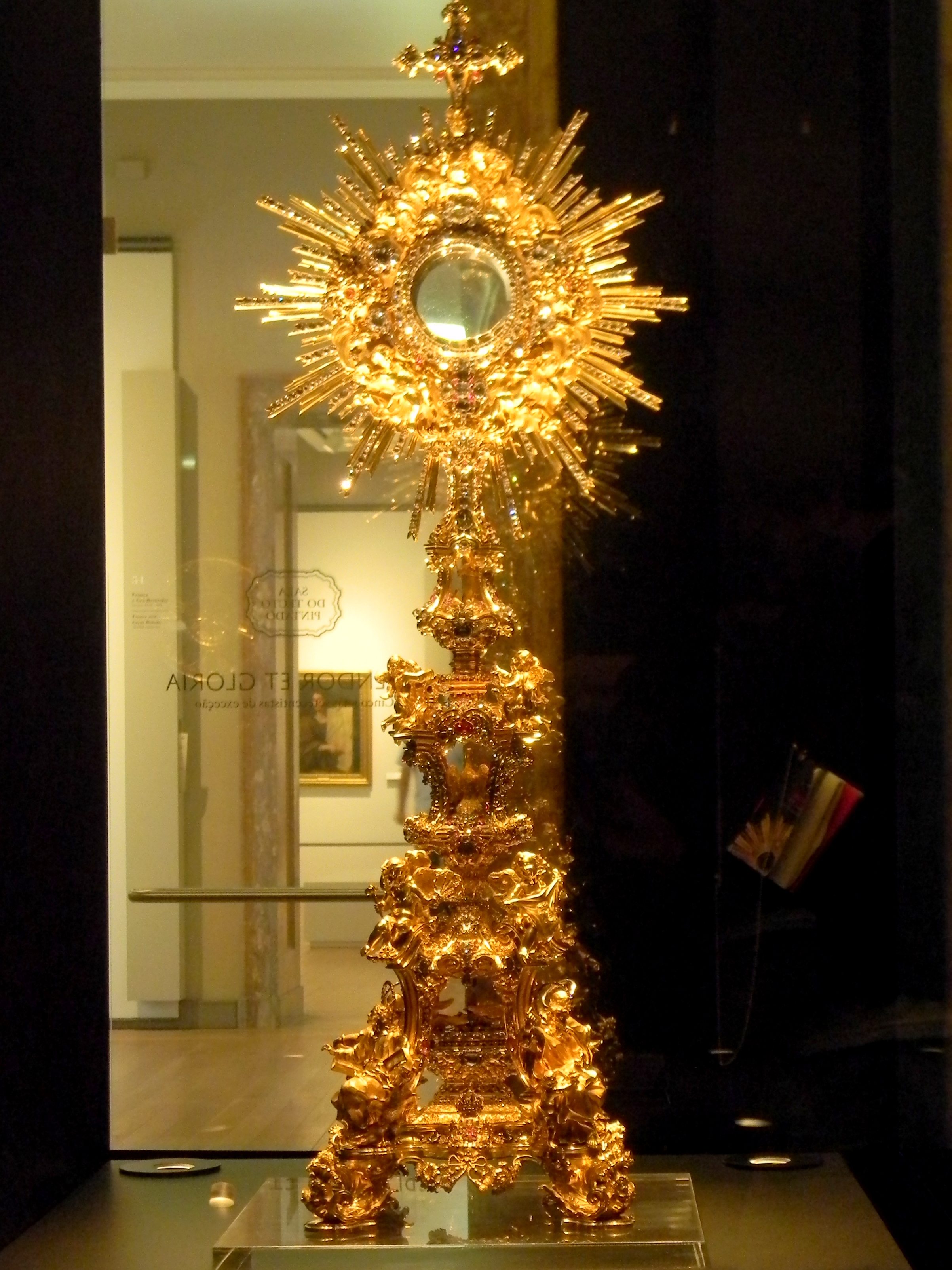
Ostensório da Sé Patriarcal de Lisboa, em ouro, diamantes, rubis, esmeraldas e safiras, século XVIII

Ostensório ou custódia é uma peça de ourivesaria usada em atos de culto da Igreja Católica Apostólica Romana para expor solenemente a hóstia consagrada sobre o altar ou para a transportar solenemente em procissão. A sua utilização é uma manifestação do dogma católico da transubstanciação em que a hóstia consagrada torna-se corpo de Cristo e da consequente adoração que lhe é prestada como presença real de Deus. Na falta de uma custódia, o cibório pode ser utilizada para o mesmo fim.

## Tradição e significado

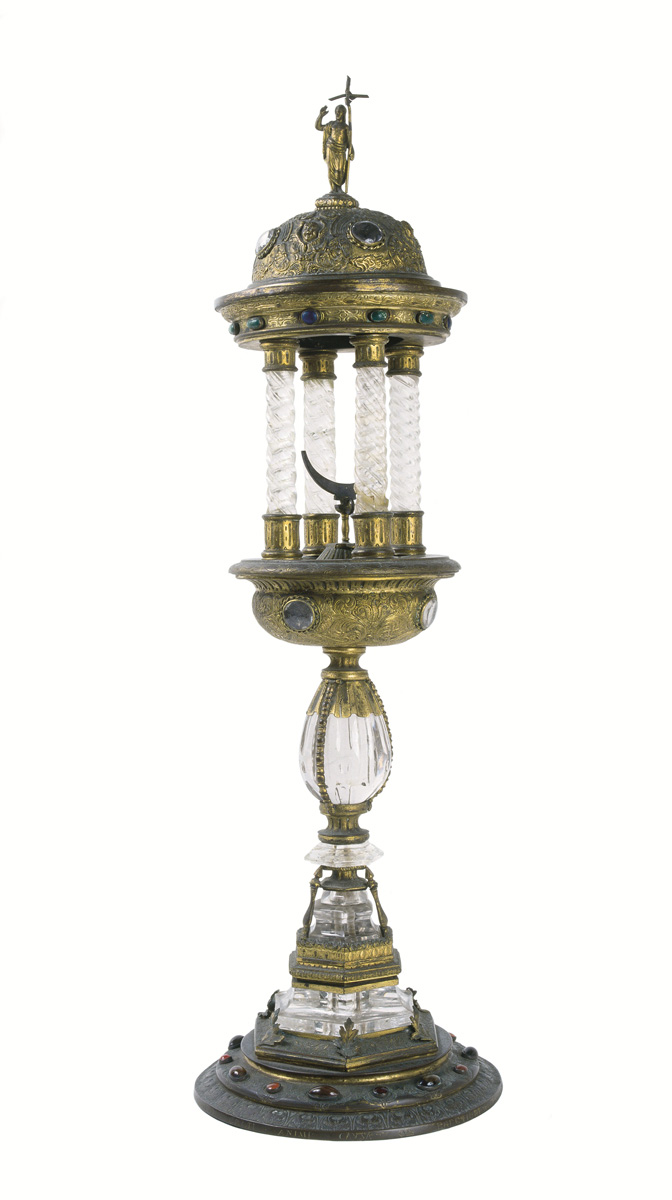
Ostensório monstranza, Casa Museu Eva Klabin

Segundo a tradição, o ostensório é Cristo vivo e presente, visível para nós e digno de nosso amor; é com Ele que podemos dialogar, sabendo que Ele nos ouve e nos recebe com carinho. Assim como a hóstia é circular, o ostensório tem um suporte central com um design protegido por vidro transparente. Na borda, há ornamentações em forma de raios, evocando a imagem do sol, símbolo da luz de Cristo. Segundo o padre Henrique Streh: "Na Igreja temos o costume de colocar a hóstia consagrada no ostensório para o povo ver, e nela adoramos Jesus Cristo, que está verdadeiramente presente na Eucaristia”.

## Descrição e uso
O design do Ostensório é em geral composta por um corpo principal, normalmente confeccionado em ouro, mas podendo ser feito de prata dourada, com um centro transparente, de cristal, onde é exposta a hóstia consagrada. Algumas custódias são reputadas obras de arte, muito afamadas, como é o caso da célebre Custódia de Belém, atribuída a Gil Vicente.
As custódias são usadas em algumas ocasiões, quando existe alguma celebração popular, onde é feita algum tipo de adoração ao Santíssimo (o lausperene) e a outra, mais comum é na festa de Corpus Christi, onde se faz a Procissão do Santíssimo, comum em países de crença católica onde o povo sai pelas ruas da cidade com a hóstia consagrada dentro do Ostensório, adorando o Corpo de Cristo.
A história nos recorda que a guardada Reserva Eucarística, como Viático, vem dos primórdios da Igreja nascente e, pouco mais tarde, surge o culto de Adoração. Assim, a introdução deste objeto sagrado se deu de forma gradual na Igreja, mas, sobretudo após o Concílio de Trento, no século XVI. As primeiras notícias relativas ao uso de Ostensórios estão entre os séculos XIII e XIV, sendo um dos primeiros exemplos construídos, datado de 1324, em Reims, na França.
Infelizmente, não são todas as paróquias que possuem um ostensório isso porque, não é um objeto fácil de se encontrar e, principalmente, não é barato.  Por isso, não é incomum, você ver a comunidade presenteando sua paróquia com esse objeto.
Conta-se que Santa Clara de Assis enfrentou um grupo de muçulmanos que pretendia invadir o convento onde se encontrava apenas com uma custódia. No evento, os infiéis teriam sucumbido perante a hóstia consagrada.